# Akátová věž
Akátová věž je rozhledna, nacházející se na severozápadním hřbetu kóty Výhon, východně od města Židlochovice v okrese Brno-venkov. Výhon je se svými 355 m n. m. nejvyšším bodem Dyjsko-svrateckého úvalu.

## Historie rozhledny
Výstavba rozhledny započala 27. února 2009 podle plánů brněnského architekta Pavla Jury. Finančně byla stavba pokryta z dotace od Evropské unie a příspěvkem města Židlochovice. Dodavatelem stavby byla firma Haal, s.r.o. z Brna. Stavělo se od 27.2. do července 2009. Slavnostní otevření proběhlo 1. srpna 2009. Na stavbu bylo použito akátové dřevo a ocelové spojovací prvky. Věž má kruhový půdorys o průměru 3,7 m. Postupně ubývající dřevěné prvky odkrývají s rostoucí výškou kruhový výhled do okolí. Ve výšce 14,5 m se nachází nezastřešená vyhlídková plošina, ke které vede 76 schodů (z toho 3 betonové, 61 dřevěných a 12 kovových).

## Přístup
Autem do Židlochovic či Blučiny, vlakem do Hrušovan. Od nádraží v Hrušovanech je vyznačena zelená turistická stezka přes Židlochovice k rozhledně a dále do Blučiny na autobusovou zastávku. Též je možné se k rozhledně dostat po naučné stezce „Výhon, turistický okruh s rozhlednou“. Alternativně je možné se k rozhledně dostat po modré turistické značce z Nosislavi. Přístup pro cyklisty je po asfaltové cestě, která vede po hřebeni Výhonu. Cesta začíná u křižovatky za zemědělským areálem východně od Blučiny, platí na ní zákaz vjezdu motorových vozidel. Na hřebenu cesta zatáčí kolem ekumenického kříže.
Rozhledna je volně přístupná po celý rok.

## Výhled
Z rozhledny je kruhový výhled na Židlochovice, Rajhrad, Vojkovice, Brno a jeho okolí (Tuřany, Modřice, Chrlice), Drahanskou vrchovinu, Pracký kopec s Mohylou míru, Pálavu a její pokračování do Rakouska - Liské hory, Novomlýnské nádrže či Bílé Karpaty za příznivého počasí. Při zvlášť výborné dohlednosti jsou viditelné i Alpy.